# Montaldeo
Montaldeo és un municipi situat al territori de la província d'Alessandria, a la regió del Piemont (Itàlia).
Montaldeo limita amb els municipis de Casaleggio Boiro, Castelletto d'Orba, Lerma, Mornese, Parodi Ligure, i San Cristoforo.

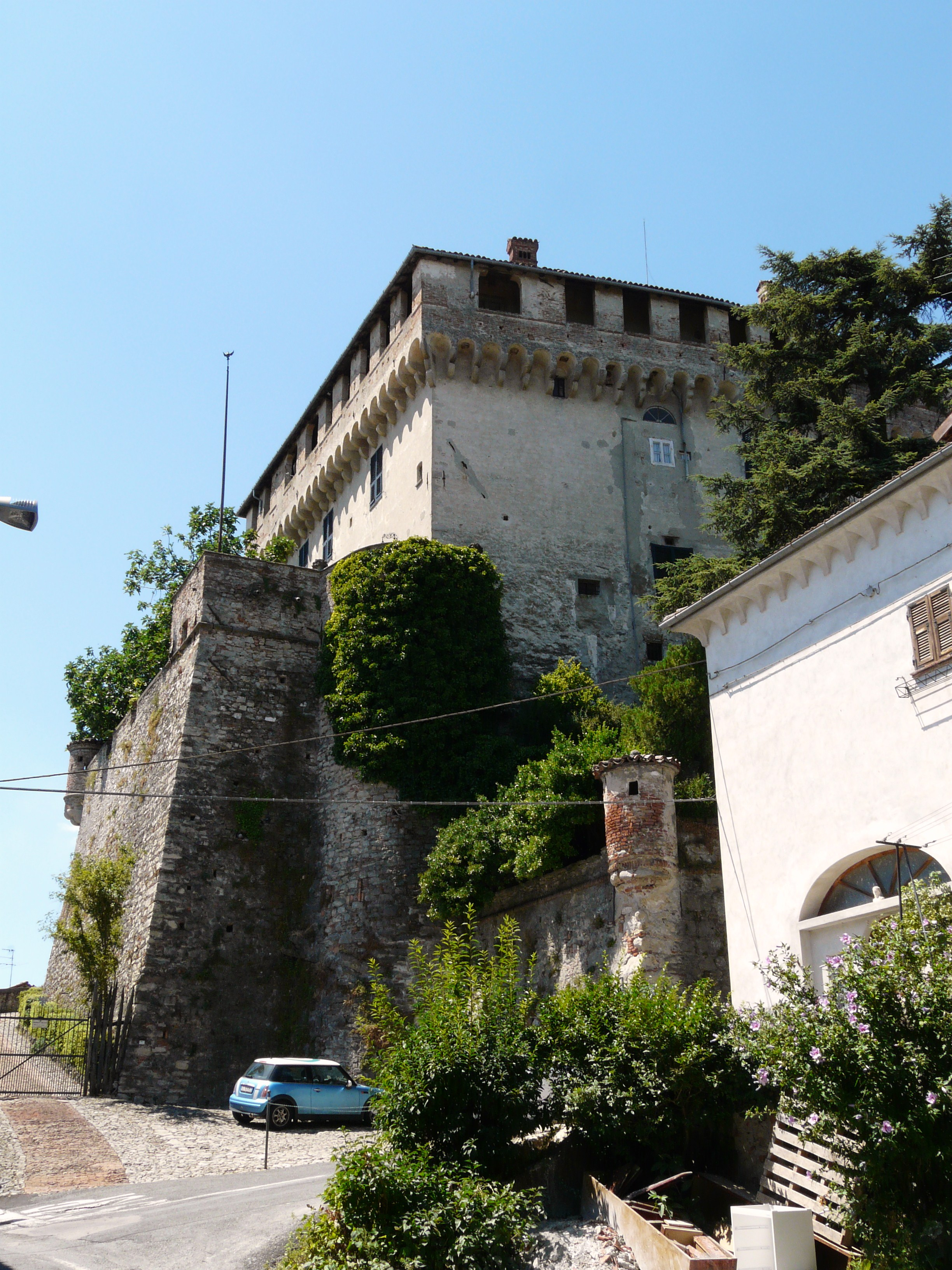
Castell de Moltaldeo
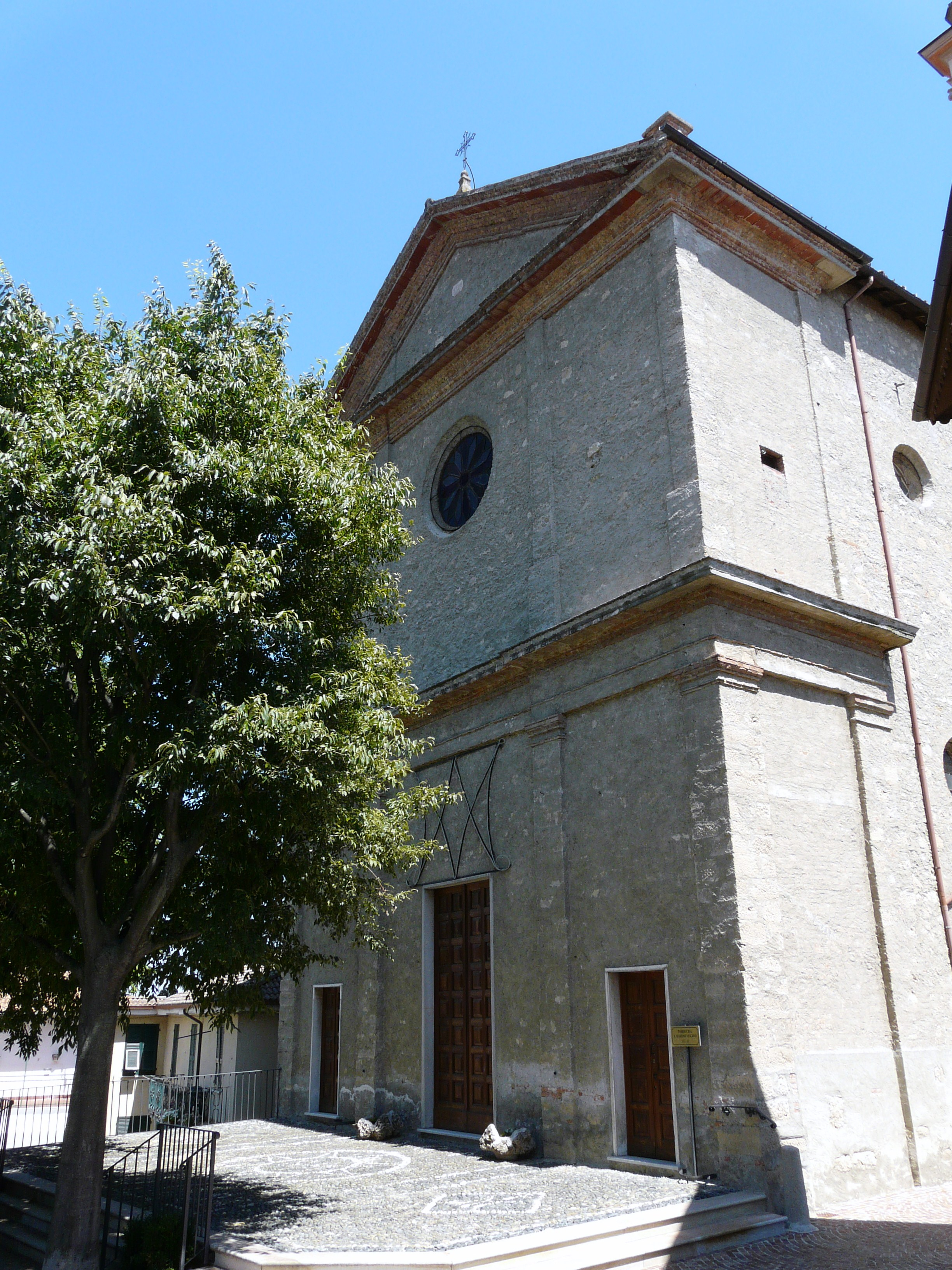
Església de Sant Martí